# Кросленд, Энтони
Чарльз Энтони Рэйвен Кросленд (англ. Charles Anthony Raven Crosland; 29 августа 1918, Сейнт-Леонардс-он-Си, Восточный Суссекс, Великобритания — 19 февраля 1977, Оксфорд, Оксфордшир, Великобритания) — британский государственный деятель, министр иностранных дел Великобритании (1976—1977).

## Биография
Родился в Сент-Леонардс-он-Си, Восточный Суссекс, в семье Джозефа Бердселла Кросленда, государственного секретаря военного министерства, а его мать, Джесси Рэйвен, была академиком. Оба его родителя были членами консервативной религиозной группы протестантской направленности Плимутских братьев. Его дедом, по материнской линии, был Фредерик Эдвард Рэйвен (1837—1903), основатель Братства Рэйвен и секретарь Старого Королевского военно-морского колледжа в Гринвиче. Получил образование в школе Хайгейт и в оксфордском Тринити-колледже. Во время Второй мировой войны служил десантником на европейском театре военных действий, дослужившись до звания капитана. Был награждён медалью Почета.
После окончания войны вернулся в Оксфордский университет, по окончании которого получил степень с отличием первого класса в философии, политике и экономике; также являлся президентом дискуссионного Оксфордского союза. Затем преподавал экономику в Оксфорде.
В 1950 г. был впервые избран в парламент от Лейбористской партии, проиграв выборы в 1955 г., он вернулся в Палату общин в 1959 г. Представлял избирательный округ Гримсби.
- 1964 г. — экономический секретарь казначейства,
- 1964—1965 гг. — государственный секретарь министерства экономики,
- 1965—1967 гг. — министр образования и науки. На этом посту проводил политику по введению системы всеобщего образования в Англии и Уэльсе и объединению университетов и политехнических институтов[1]. Политика Кросленда получила одобрение местных властей, к 1979 году более 90 % учащихся посещали общеобразовательные школы[2][3].
- 1967—1969 гг. — председатель Совета по торговле (министр торговли) Великобритании.
- 1969—1970 гг. — министр по вопросам местного самоуправления и регионального планирования.

В 1970-х гг. считался лидером и интеллектуальным вдохновителем «правого», или «социал-демократического», крыла Лейбористской партии. В апреле 1972 г. был избран заместителем руководителя партии.
- 1974—1976 гг. — министр по вопросам окружающей среды. На этом посту сыграл важную роль в изменении политики в области транспорта на British Rail,
- 1976 г. — после отставки Гарольда Вильсона претендовал на лидерство в Лейбористской партии, но получил лишь 17 голосов, заняв последнее место, в итоге поддержал кандидатуру Джеймса Каллагана.

В апреле 1976 г. был назначен министром иностранных дел Великобритании.
Являлся активным членом и президентом Фабианского общества (1961—1962).

## Произведения
Автор книги «Будущее социализма» (1956), в которой указал на необходимость адаптации традиционных социалистических принципов к современным условиям. Среди других значимых работ:
- «Экономические проблемы Великобритании» (1953)
- «Консервативный враг» (1962)
- «Социализм сегодня» (1974)

Его работы хранятся в Лондонской школе экономики.

## Личная жизнь
В молодости у Кросленда было множество романов, в том числе с Роем Дженкинсом.
В ноябре 1952 года он женился на Хилари Сарсон, через пять лет развёлся. У Кросленда было множество романов с другими женщинами. 7 февраля 1964 года он снова женился на Сьюзен Кэтлинг, американке из Балтимора, проживавшей в Лондоне, с которой он познакомился в 1956 году, и, в отличие от первого брака, этот брак был очень счастливым. Сьюзен Кросленд была успешной журналисткой и писательницей. Детей от обоих браков не было, хотя у второй жены Кросленда было две дочери от предыдущего брака. Он убедил своих приёмных дочерей бросить элитные частные школы и поступить в общеобразовательную школу Холланд-парк. Сьюзен Кросленд умерла 26 февраля 2011 года.

## Смерть
В феврале 1977 года он скоропостижно скончался от кровоизлияния в мозг в возрасте 58 лет.